# 皮埃尔库尔
皮埃尔库尔（法語：Pierrecourt，法語發音：[pjɛʁkuʁ]）是法国滨海塞纳省的一个市镇，属于迪耶普区。

## 地理
皮埃尔库尔（49°53'34"N, 1°38'42"E）面积9.51 平方千米，位于法国诺曼底大区滨海塞纳省，该省份为法国北部沿海省份，其西部及北部濒大西洋英吉利海峡，东起顺时针与索姆省、瓦兹省、厄尔省和卡爾瓦多斯省接壤。
与皮埃尔库尔接壤的市镇（或旧市镇、城区）包括：布雷勒河畔布朗日、雷阿尔康。

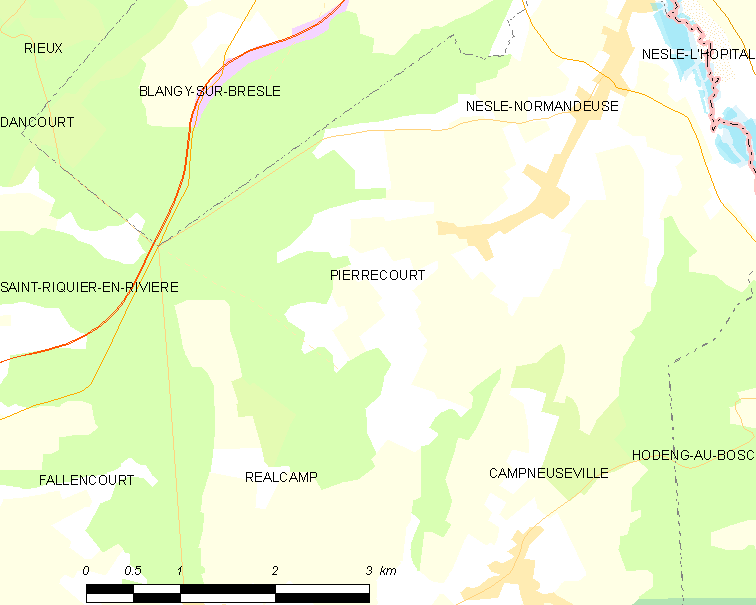
皮埃尔库尔的OSM定位图

皮埃尔库尔的时区为UTC+01:00、UTC+02:00（夏令时）。

## 行政
皮埃尔库尔的邮政编码为76340，INSEE市镇编码为76500。

## 政治
皮埃尔库尔所属的省级选区为厄镇县。

## 人口

1962-2008年间皮埃尔库尔人口变化图示

皮埃尔库尔于2022年1月1日时的人口数量为475人。